# Mattis Erndl
Mattis Erndl (* um 1535 in Neuburg an der Donau; † 1587 in Regensburg) war Apotheker in Neuburg an der Donau und Regensburg.

## Werdegang

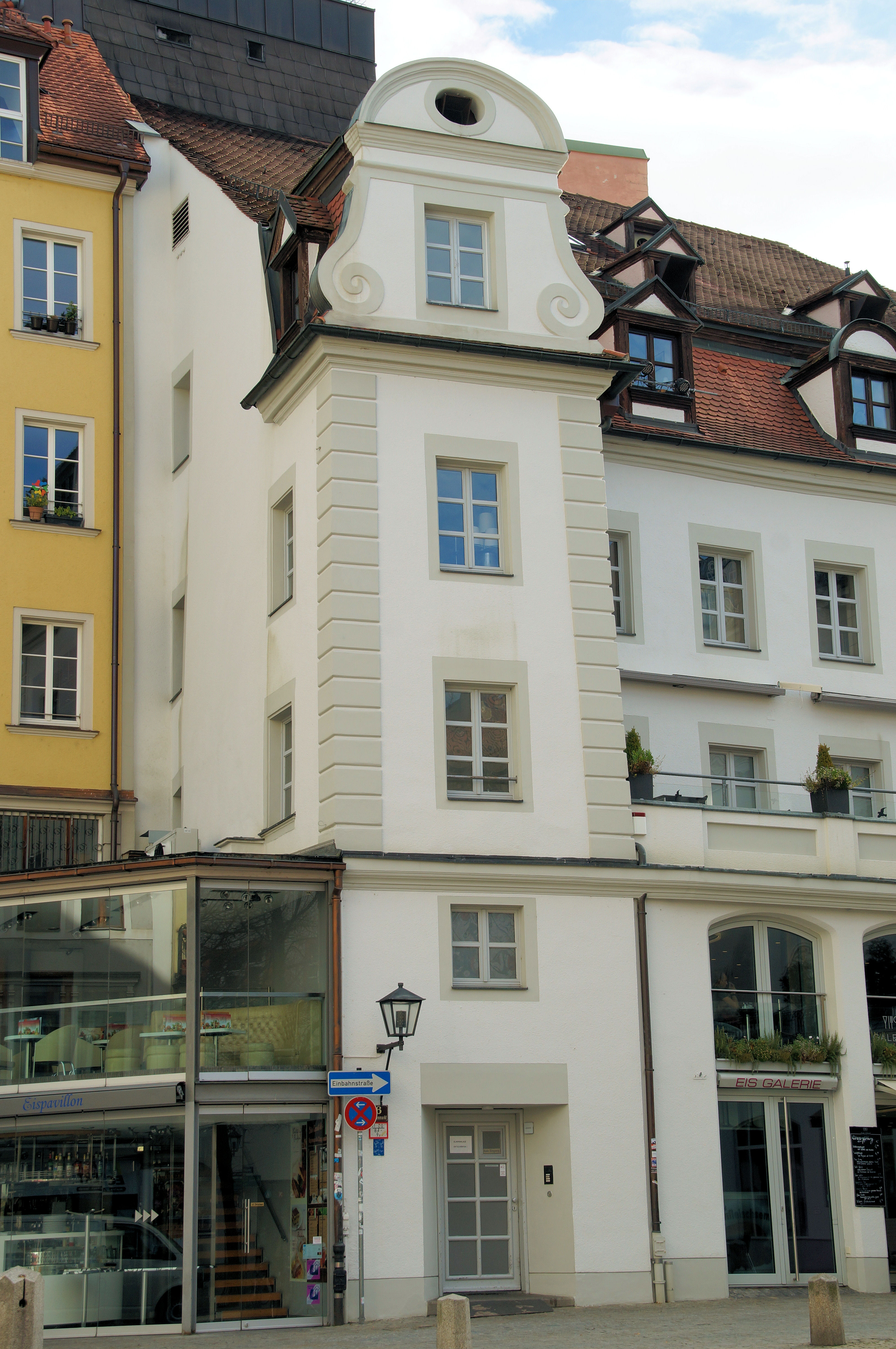
Kohlenmarkt 6 in Regensburg, ab ca. 1517 Apotheke am Markt, später genannt Mohrenapotheke, bis zum Umzug 1864

Mattis (auch Mattäus) Erndl  war Apotheker, zuerst in Neuburg, nachweisbar 1563 bis 1564  in Regensburg (Bürgereid am 5. Februar 1564). Er kaufte am 25. Februar 1569 um 800 Gulden die „Apotheke am Markt“ (Kohlenmarkt), später als „Apotheke zum schwarzen Mohr“ und seit ungefähr 1649 als  Mohrenapotheke bekannt.
Die Apotheke soll auf eine geheime Apotheke des Meisters Anderl aus dem Jahr 1440 zurückgehen. Die Mohren-Apotheke zählte neben der Engel-, der Löwen-, der Adler- und der Elefanten-Apotheke zu den fünf reichsstädtischen Apotheken Regensburgs. Erste Zeugnisse für eine „Apotheke am Markt“ gab es bereits 1513. Die Geschichte der Offizin lässt sich jedoch erst ab 1517 nahezu lückenlos aus Archivalien rekonstruieren. Um 1517 wurde die „Apotheke am Markt“ am ehemaligen Forchthammer-Eck am Kohlenmarkt als zweite Stadt-Apotheke genannt.
Als Erndl im Jahre 1585 starb, hinterließ er das „Eckhaus am Markt, anstoßend an die Häuser des Hannsen Pückerd, des Hannsen Sellmeiers und des Riemers Gerd.“
Im Jahre 1566 beschwerte sich Erndl bei der Stadt; 1572 äußerte er sich zu einer Apothekenordnung und seine schlechte Geschäftslage am Markt.
In einem Brief zu der 1572 erlassenen Apothekerordnung äußerte sich der Apotheker (Mattis) Erndl auch zu dem Verbot des Verkaufs „Geburt vertreibender“ Mittel. Er wies darauf hin, dass in dieser Frage jeder Christ wisse, wie er sich zu verhalten habe, und deutete an, dass man derartige Dinge auch selten bei ihm verlange. Das Verbot der Abtreibung sollte auch über die Kontrolle der Apotheker durchgeführt werden.

## Familie
Erndl war verheiratet mit Ursula (begraben am 7. Januar 1595 in Regensburg), Tochter des Advokaten und Ratsherrn in Regensburg, kurpfälz. u. kurköln. Rates Johann (Hans) Diemer (* 1510 in Eppingen; † vor 1. Januar 1588 in Regensburg) und Anna geb. Grünbach (* um 1510 in Heilbronn; † vor 1. Januar 1588 in Regensburg), eine Nichte des Reformators Philipp Melanchton. Sie heiratete in zweiter Ehe am 10. September 1588 in Regensburg den Apotheker und Stadtgerichtsassessor Wilhelm Caspar Jung (begraben am 28. Mai 1613 in Regensburg).

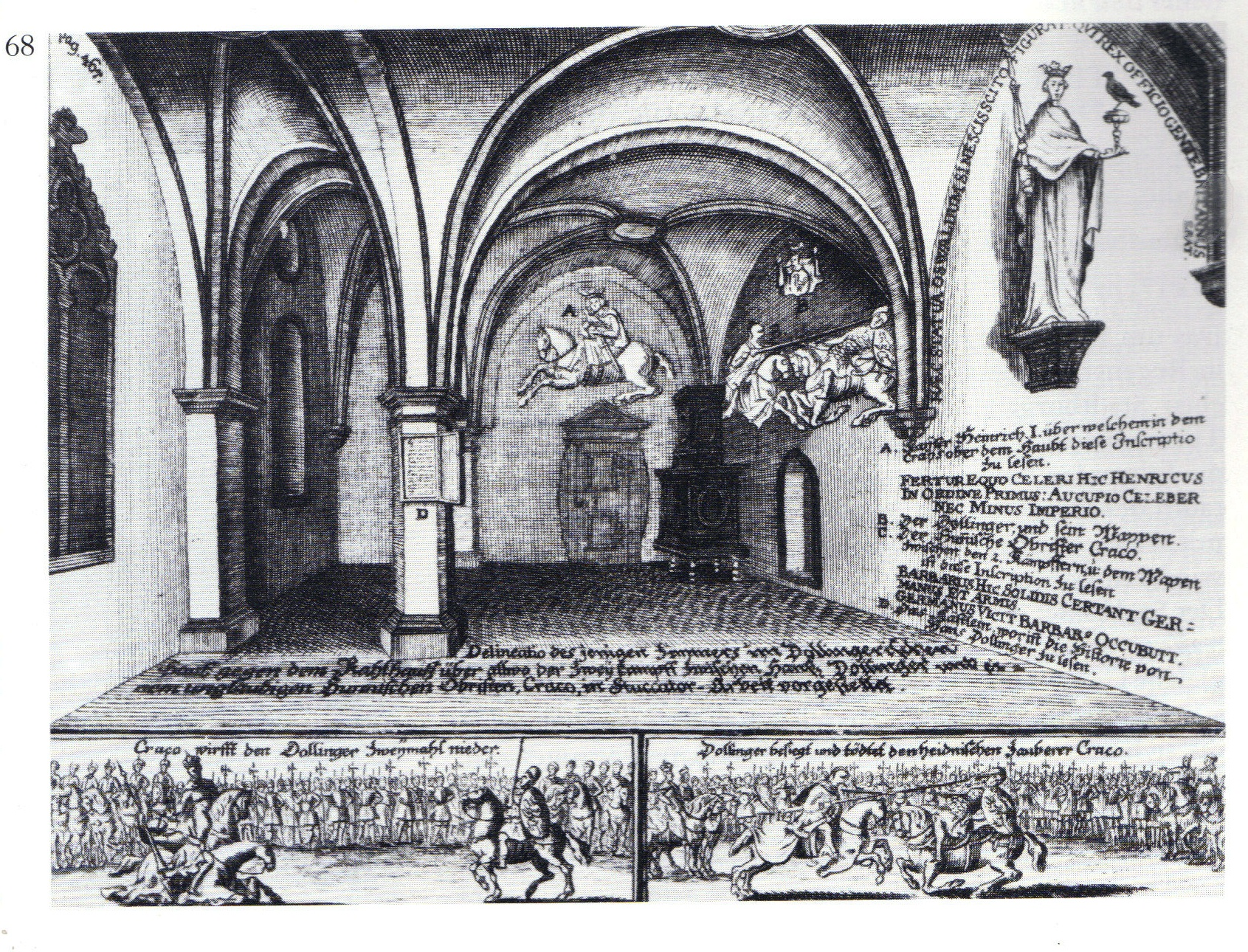
Festsaal des ehem. Dollingerhauses in Regensburg, Kupferstich aus Anselm Godin, Ratisbona politica, Regensburg 1729

Erndls Schwager war Johann Diemer, beider Rechte Doktor und Stadt-Advocat, der durch Verehelichung mit Benigna, einer Tochter der schiltlischen Familie, das Dollingerhaus (enthielt die ältesten Hauskapellen in Regensburg, erbaut ca. 1273, abgerissen 1889, Kellersaal im Rathaus integriert) von dieser übernahm.
Erndls Kinder waren:
1. Maria Erndl (* ca. 1562; † 1617 in Wiefelsdorf bei Schwandorf), Ehefrau von Andreas Raselius Ambergensis.
2. Ursula Erndl (* ca. 1567 in Regensburg; † 1617 in Wiefelsdorf), verheiratet in 1. Ehe mit von Pastor Andreas Pankratìus Frauenholz (* ca. 1565 in Amberg; † ca. 1620 in Wiefelsdorf), Pastor in Wiefelsdorf, und in 2. Ehe am 19. Juni 1638 in Heilbronn mit Johann Georg Hartmann († 20. Januar 1671 in Bretzfeld).
3. Heinrich I. Erndel (gest. 15. Juli 1569 in Regensburg[7]; bestattet 15. Juni 1623 in Wolfenbüttel[8]) übernahm die väterliche Apotheke. Er kaufte am 30. Oktober 1595 zu seinem Erbteil die Anteile seiner drei Schwestern an dem Anwesen „Haus am Markt zwischen H. Helmer und der Riemer Gerd“[9] um 1100 Gulden. Am 18. September 1609 verkaufte er die Apotheke und einen Garten. Heinrich Erndl wurde als „Bürger allhier und Kais. Majestät Leibapotheker zu Prag“ bezeichnet. Er war bestallter Leibapotheker[10] von Rudolf II. Kaiser des HRR († 1612) und erhielt in der Regierungszeit von Matthias Kaiser des HRR († 1619) im Jahre 1617 ein Adelsdiplom[11]. 1623 starb[12] er in Wolfenbüttel, wo er zur Kur war.
4. Elisabeth Erndl (gest. 20. September 1571 in Regensburg), verheiratet mit Thomas Fuchs (* ca. 1571 in Redwitz an der Rodach; † 6. Juni 1604 in Regensburg), evangelisch-lutherischer Prediger in Regensburg.